# Chynorany
Chynorany (Hongaars: Kinorány) is een Slowaakse gemeente in de regio Trenčín, en maakt deel uit van het district Partizánske.
Chynorany telt 2.749 inwoners.